# Rudolph Alexander Kittan
Rudolph Alexander Kittan, född 1 november 1839 i Priessnitz, Sachsen, död 1911, var en tysk präst.

## Biografi
Rudolph Alexander Kittan föddes 1839 i Priessnitz, Sachsen. Han var 1876 pastor i Neukirchen i Sachsen och utnämndes 29 juli 1876 till kyrkoherde i Tyska S:ta Gertruds församling, Stockholm, trillträdde 1 oktober 1876. Kittan blev 14 november 1876 assessor i Stockholms stads konsistorium. Han blev 7 mars 1883 kunglig hovpredikant och 1883 superintendent i Königsee stift, samt ledamot av kyrkostyrelsen i landet, tillträdde 1 oktober 1883.

### Familj
Kittan var gift med Anna Charlotta Weber (född 1846). De fick tillsammans barnen Frida Charlotta Kittan (född 1869), Elisabeth Kittan (född 1870), Anna Elise Kittan (född 1871) och Rudolph Friedrich Kittan (född 1874).